# Języki mataco-guaicurú

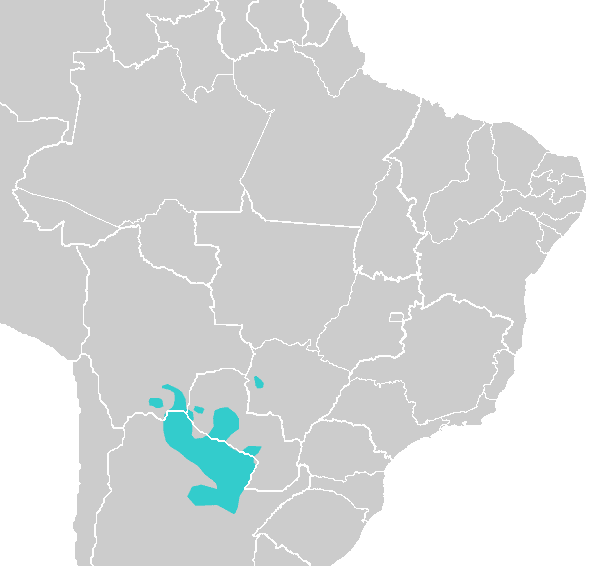
Zasięg występowania języków mataco-guaicurú

Języki mataco-guaicurú – postulowana rodzina językowa składająca się z języków guaicurú i mataco. Niekiedy uważa się, że należą do niej także języki mascoy oraz charrúa. Używane są na terytorium Argentyny, Brazylii, Paragwaju i Boliwii.